# Tyran chimu
Tyrannus niveigularis
Espèce
Statut de conservation UICN

 LC  : Préoccupation mineure
Le Tyran chimu (Tyrannus niveigularis) est une espèce de passereaux d'Amérique du Sud appartenant à la famille des Tyrannidae. 

## Répartition
Cet oiseau vit sur les côtes nord-ouest de l'Amérique du Sud, du sud de la Colombie au nord du Pérou en passant par l'Équateur. 

Distribution de l'espèce en Amérique du Sud. Zone de nidification en violet.